# Балка Розсохувата (притока Сухої Лип'янки)
Балка Розсохувата (рос. Б. Россоховатая; б. Рассоховатая) — балка (річка) в Україні у Берестинському й Полтавському районах Харківської й Полтавської областей. Ліва притока річки Сухої Лип'янки (басейн Дніпра).

## Опис
Довжина балки приблизно 18,50 км, найкоротша відстань між витоком і гирлом — 13,59 км, коефіцієнт звивистості річки — 1,36. Формується декількома балками та загатами. На деяких ділянках балка пересихає.

## Розташування
Бере початок на північно-західній стороні від села Рунівщина. Тече переважно на південний захід і в селі Грабівщина впадає в річку Суху Лип'янку, ліву притоку річки Лип'янки.

## Цікаві факти
- У XX столітті на балці існували 1 вівцетоварна ферма та 1 газова свердловина[2].